# Cerococcus lizeri
Cerococcus lizeri är en insektsart som beskrevs av Granara de Willink 1996. Cerococcus lizeri ingår i släktet Cerococcus och familjen Cerococcidae. Inga underarter finns listade i Catalogue of Life.